# Приход к власти Людовика XIV
«Приход к власти Людовика XIV» (La Prise de pouvoir par Louis XIV) — исторический фильм, снятый для французского телевидения в 1966 году режиссёром Роберто Росселлини. Открывает серию фильмов-биографий великих людей прошлого, поставленных режиссёром по заказу государственного телевидения Франции и Италии. В январе 2009 года фильм был перевыпущен на DVD в рамках проекта Criterion Collection.

## Сюжет
В 100-минутном фильме запечатлён 20-летний процесс установления во Франции абсолютизма. Он показан через отдельные сцены из частной жизни короля Людовика XIV и его окружения. Режиссёра занимают не столько ключевые события этой эпохи, — смерть кардинала Мазарини, арест супериндентанта Фуке, строительство Версальского дворца, — сколько повседневная жизнь французского двора с её пышными обрядами и до нелепости усложнёнными ритуалами. Молодой монарх из года в год методично оттачивает блистательный образ «Короля-Солнца», призванный поднять его на недосягаемую высоту, отделить его непреодолимой завесой от простых смертных. Он вводит моду на дорогое платье, рассчитывая, что огромные издержки, вызванные погоней за придворным блеском, разорят слишком высоко вознёсшееся дворянство и сделают его зависимым от верховной власти. В последней сцене он показан в одиночестве своей опочивальни снимающим с себя тяжёлый кружевной наряд и декламирующим максиму Ларошфуко: «Нельзя смотреть в упор ни на солнце, ни на смерть».

## В ролях
- Жан-Мари Патт — король Людовик XIV
- Раймон Журдан — Жан-Батист Кольбер
- Чезаре Сильваньи — кардинал Мазарини
- Катарина Ренн — Анна Австрийская
- Доминик Винсент — мадам Дю Плесси
- Пьер Барра — Николя Фуке
- Фернан Фабр — Мишель Летелье
- Франсуаза Понти — Луиза Лавальер
- Джоэль Лагю — Мария-Терезия
- Морис Барье — Д’Артаньян

## Художественные особенности
Даже в историческом кино Росселлини сохраняет верность своему кредо документализма: «Кинообраз доносит информацию в чистейшем виде, без примеси диалектических усложнений. Мои фильмы — это информация». Росселлини завораживала способность кино передавать в наглядном, спрессованном виде все подробности материального существования, причём не только современного (как в его военной трилогии сороковых), но и давно минувших эпох.
Все исторические телефильмы Росселлини отступают от свойственных жанру драматических перипетий и мелодраматичности в пользу обмена исторически достоверной информацией между реально существовавшими персонажами. Вместо традиционной для костюмного кино «зрелищности» на первый план выступает непосредственность предельно детализированного быта, создавая эффект «дидактического палео-реализма» (Дж. Хоберман).
Режиссёр ставил перед собой задачу даже при ограниченном бюджете с документальной точностью воспроизвести реалии XVII века. В качестве консультантов он пригласил специалистов по истории того времени — Жана Доминика де Ларошфуко и Филиппа Эрланже. По вопросам охоты создателей фильма консультировал герцог де Коссе-Бриссак. В результате фильм не лишён некоторой засушенности, «ощущения музея восковых фигур» (М. Аткинсон).
В «Людовике XIV» Росселлини предложил новый способ изображения прошлого, который будет, в частности, принят на вооружение Кубриком в «Барри Линдоне». Его камера достаточно статична, целые сцены запечатлены за счёт увеличения либо уменьшения масштаба, как будто их разглядывают под лупой, и камера пересекает не пространство, а время, отделяющее зрителя от изображённой эпохи.
На роль короля Росселлини выбрал низкорослого, ничем не примечательного внешне офисного работника без актёрского опыта. Его неуверенность перед камерой, устремлённый мимо собеседника взгляд как нельзя лучше передают психологическое состояние молодого, но амбициозного короля, которому ещё только предстоит «покорить» собственное государство.

## Несоответствие формы и содержания

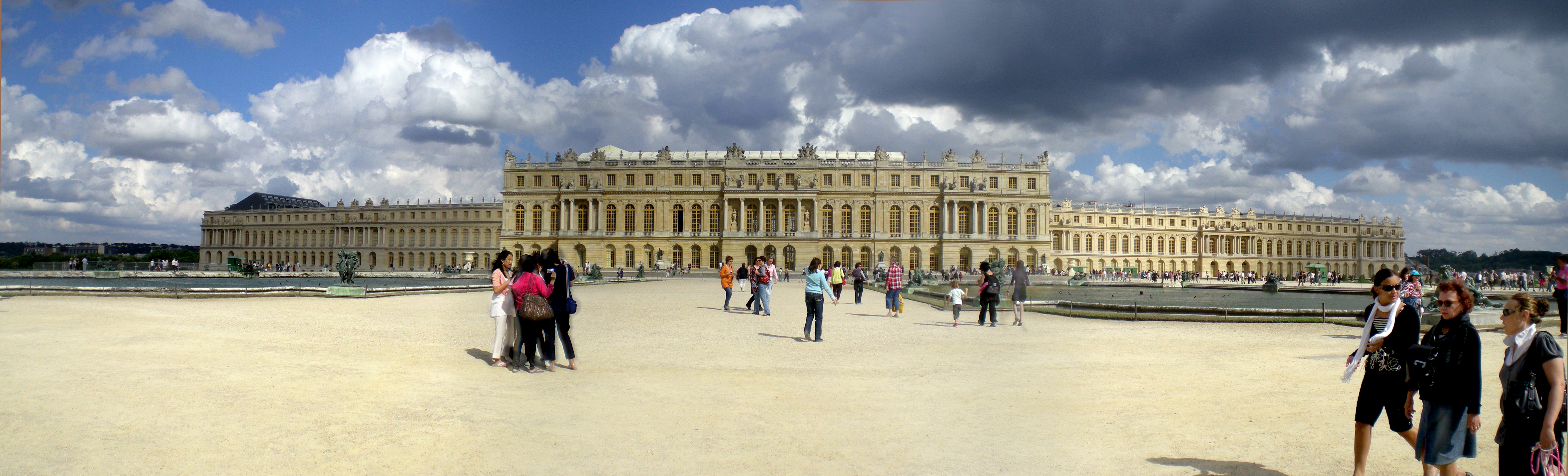
Весь фильм снят в реальных исторических декорациях XVII века

Парадокс фильма в том, что в предельно реалистичной манере изображён процесс изощрённого эскапизма, — то, как король и двор последовательно отгораживают себя от физической реальности нищеты, страданий и смерти, показанной в начале фильма, как настойчиво король возводит вокруг себя блистательные полубутафорские декорации Версальского дворца. В конце фильма король достигает своей цели — он превращает свою повседневную жизнь в подобие театрального спектакля, поднимаясь над окружающими на недосягаемую высоту. Однако обратная сторона статуса небожителя, или «солнца», — полное одиночество и интеллектуально-нравственный вакуум. Поэтому последние слова фильма рифмуют «солнце» со «смертью».

## Оценки
- «Один из величайших шедевров Роберто Росселлини» (Дж. Розенбаум).[8]
- «Как будто кинодокументалист с камерой в руках проник ко двору Людовика XIV» (Allmovie Guide).[9]
- «Мы словно смотрим репортаж о событиях 300-летней давности» (М. Трофименков).[10]
- «Возможно, наиболее реалистичный из всех исторических фильмов» (М. Аткинсон).[6]
- «Самое близкое приближение Росселлини к жанру гангстерского кино, вдохновлявшее меня при работе над „Славными парнями“ (Мартин Скорсезе).[11]